# Kip Thorne
Kip Stephen Thorne (* 1. června 1940 Logan, Utah) je americký teoretický fyzik a laureát Nobelovy ceny za fyziku, známý svými bohatými příspěvky v oblasti gravitační fyziky a astrofyziky a také tím, že učil celou generaci vědců. Je dlouholetým přítelem a kolegou Stephena Hawkinga a Carla Sagana a také Feynmanovským profesorem v oboru teoretické fyziky na Caltechu (Kalifornský technologický institut). Thorne je jedním z nejvýznamnějších světových expertů na astrofyzikální význam Einsteinovy obecné teorie relativity.

## Životopis
Thorne se narodil v Loganu v Utahu. Je synem profesorů Státní univerzity v Utahu D. Wynneho Thorna a Alison C. Thorneové, kteří byli půdním chemikem a ekonomkou. Vyrostl v akademickém prostředí, dva z jeho čtyř sourozenců jsou rovněž profesory. Ve věku sedmi let se začal zajímat o vědu poté, co navštívil přednášku o sluneční soustavě. Thorne a jeho matka následně začali pracovat na výpočtech, na jejichž základě by mohli vytvořit vlastní model sluneční soustavy.
Brzy v životě začal Thorne rapidním způsobem excelovat v akademickém životě, stal se jedním z nejmladších profesorů v historii Kalifornského technického institutu. V roce 1962 získal svůj inženýrský titul na Caltechu, v roce 1965 obhájil disertační práci na Princetonské univerzitě. Svoji disertační práci s názvem Geometrodynamika válcových systémů psal pod vedením relativisty Johna Wheelera. V roce 1967 se Thorne vrátil na Caltech jako asistent a roku 1970 se stal profesorem v oboru teoretické fyziky, v roce 1981 Kenanovským profesorem a v roce 1991 Feynmanovským profesorem v oboru teoretické fyziky, což je post, který zastává dodnes.
Během let působil Thorne jako učitel a odborný konzultant prací mnoha předních teoretiků, kteří nyní pracují na pozorovacích, experimentálních nebo astrofyzikálních aspektech obecné relativity. Pod Thornovým vedením získalo na Caltechu doktorský titul asi 50 fyziků.
Thorne je znám svoji schopností zprostředkovat vzrušení a význam objevů v oblasti gravitace a astrofyziky, a to jak profesionálnímu tak laickému publiku. V roce 1999 vyjádřil Thorne některé spekulace o tom, co 21. století poskytne za odpovědi na následující otázky:
- Existuje "temná strana vesmíru" obsahující objekty, jakými jsou např. černé díry?
- Můžeme pozorovat zrod vesmíru a jeho temnou stranu pomocí radiace, kterou vytvoříme zborcením časoprostoru, nebo tzv. "gravitačními vlnami"?
- Odhalí technologie 21. století chování kvant ve sféře objektů o velikosti člověka?

Jeho prezentace týkající se předmětů, jakými jsou černé díry, gravitační radiace, relativita, cestování časem a červí díra byly ve Spojených státech amerických součástí show na televizi PBS a ve Velké Británii na BBC.
V roce 1960 se Thorne oženil s Lindou Jean Petersonovou. Jejich dětmi jsou Kares Anne a architekt Bret Carter. V roce 1970 se Thorne a Petersonová rozvedli. Thorne a jeho druhá žena, Carolee Joyce Winsteinová, profesorka biokineziologie a fyzické terapie na University of South California, se vzali v roce 1984.
Dne 10. prosince 2017 převzal Thorne spolu s kolegy Rainerem Weissem a Barrym Barrishem Nobelovu cenu za fyziku, a to díky přímé detekci gravitačních vln.
V roce 2014 se podílel jako konzultant na scifi filmu Interstellar režiséra Christophera Nolana, pojednávající o nutnosti prozkoumat černou díru a získat z ní data pro možnost využít gravitaci pro záchranu lidstva.